# Pseudolimnophila comes
Pseudolimnophila comes är en tvåvingeart som beskrevs av Alexander 1930. Pseudolimnophila comes ingår i släktet Pseudolimnophila och familjen småharkrankar.
Artens utbredningsområde är Sierra Leone. Inga underarter finns listade i Catalogue of Life.